# Mackenzie Davisová
Mackenzie Davisová, příjmením nepřechýleně Davis (* 1. dubna 1987 Vancouver, Britská Kolumbie), je kanadská herečka, která na filmovém plátně debutovala v roce 2012 rolí Millie v americkém komediálním dramatu Na mol. Později se objevila ve filmech Nadechni se, (Ne)zadaní, Marťan, Villeneuvově sci-fi dystopii Blade Runner 2049 a The F Word, za roli v posledním zmíněném filmu získala nominaci na kanadskou cenu Canadian Screen Awards.

## Mládí a vzdělání
Narodila se roku 1987 ve Vancouveru, městě kanadské provincie Britská Kolumbie. Na montréalské McGillově univerzitě vystudovala obor anglická literatura. Následně získala hereckou průpravu na newyorské konzervatoři Neighborhood Playhouse School of the Theatre.

## Herecká kariéra
Filmový debut prožila ve dvaceti pěti letech v komediálním příběhu z roku 2012 Na mol. O rok později se objevila v Doremusově dramatu Nadechni se jako mladá dcera hlavního hrdiny a plavkyně Lauren Reynoldsová. Zahrála si také v americkém thrilleru Musíme odsud vypadnout či kanadsko-irské komedii The F Word, kde jí výkon přítelkyně Nicole přinesl nominaci kanadských filmových a televizních akademiků Canadian Screen Award v kategorii nejlepší herečka ve vedlejší roli. Ridley Scott ji roku 2015 obsadil do americké sci-fi Marťan, v níž ztvárnila postavu inženýrky NASA Mindy Parkové.
V komediálním hororu Hříčky přírody představovala upírku Petru Laneovou. V červnu 2016 si herečku vybral kanadský režisér Denis Villeneuve pro sci-fi Blade Runner 2049, sequel natočený třicet pět let po původním snímku Blade Runner.

## Herecká filmografie
| Film      |                                |                           | |
| rok       | film                           | role                      | poznámka |
| 2011      | Alex                           | Terri                     | krátkometrážní |
| 2012      | Na mol                         | Millie                    | |
| 2013      | Nadechni se                    | Lauren Reynoldsová        | |
| 2013      | The F Word                     | Nicole                    | nominace – Canadian Screen Award v kategorii nejlepší ženský herecký výkon ve vedlejší roli                                                                                        |
| 2013      | Musíme odsud vypadnout         | Sue                       | |
| 2013      | Plato's Reality Machine        | Sophia                    | |
| 2013      | Moontown                       | Shayna                    | krátkometrážní |
| 2014      | (Ne)zadaní                     | Chelsea                   | |
| 2014      | Emptied                        | Charlotte Laurenceová     | krátkometrážní |
| 2015      | Hříčky přírody                 | Petra Laneová             | |
| 2015      | A Country Called Home          | Reno                      | |
| 2015      | Memory Box                     | Isabelle                  | krátkometrážní |
| 2015      | Marťan                         | Mindy Parková             | |
| 2016      | Always Shine                   | Anna                      | Monster Fest – Ocenění poroty v kategorii nejlepší ženský herecký výkon ve filmuTribeca Film Festival – Ocenění poroty v kategorii nejlepší ženský herecký výkon v americkém filmu |
| 2017      | Izzy Gets the F*ck Across Town | Izzy                      | Filmový festival v Napa Valley – Ocenění poroty v kategorii objev roku Filmový festival Tacoma – Ocenění poroty v kategorii nejlepší herecký výkon                                 |
| 2017      | Blade Runner 2049              | Mariette                  | |
| 2018      | Tully                          | Tully                     | nominace – International Online Cinema Awards v kategorii nejlepší ženský herecký výkon ve vedlejší roli                                                                           |
| 2018      | Boomerang                      | Jenifer                   | krátkometrážní film nominace – Madrid Fashion Film Festival v kategorii nejlepší herecký výkon                                                                                     |
| 2019      | Terminátor: Temný osud         | Grace                     | CinemCon Award v kategorii nejlepší obsazení |
| 2020      | The Turning                    | Kate                      | |
| 2020      | Happiest Season                | TBA                       | |
| 2020      | Irresistible                   | TBA                       | |
| Televize  |                                |                           | |
| rok       | film / seriál                  | role                      | poznámka |
| 2012      | I Just Want My Pants Back      | Lucie                     | díl: „Safety Nets“ |
| 2014–2017 | Halt and Catch Fire            | Cameron Howeová/Rendonová | hlavní role; 40 dílů |
| 2016      | Černé zrcadlo                  | Yorkie                    | díl: „San Junipero“ |
| 2017      | No Acitivy                     | Patricia                  | díl: „The Metric System“ |
| 2020      | Station Eleven                 | Kirsten                   | hlavní role |